# 몬스터볼

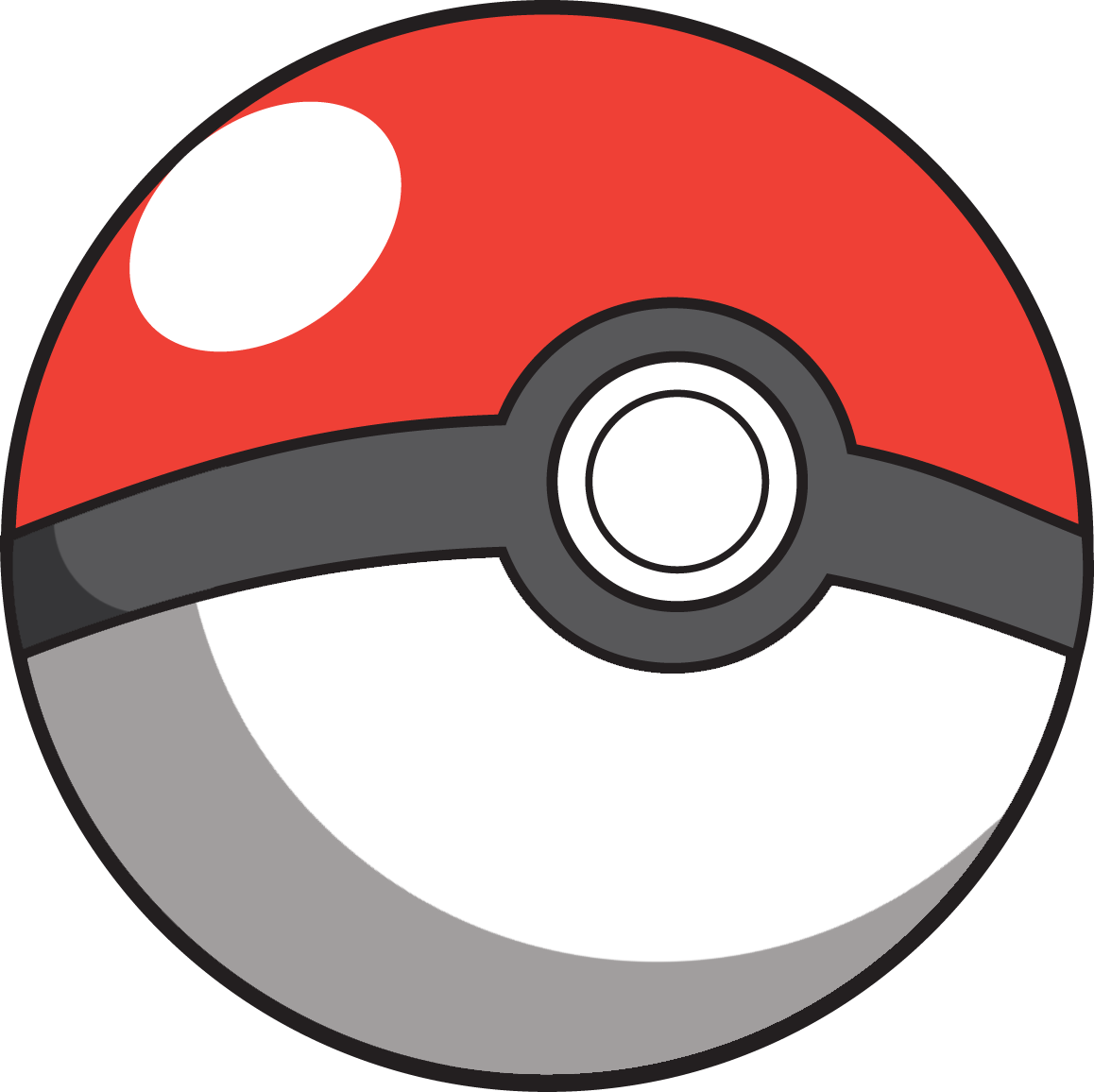
기본 몬스터볼

몬스터볼(일본어: モンスターボール 몬스타보루[*], 영어: Poké Ball 포켓볼[*])은 닌텐도에서 발매된 롤 플레잉 게임 《포켓몬스터 시리즈》에 등장하는 가상의 아이템이다. 게임을 바탕으로 한 관련 작품에도 등장한다. 몬스터볼은 야생의 포켓몬을 잡는데 사용되며, 야생포켓몬을 자신의 포켓몬으로 만든다. 이때 잡은 포켓몬은 지닌 포켓몬에 넣어서 원하는 때에 언제든지 내보낼 수 있다. 몬스터볼은 포켓몬스터 시리즈 중에서 가장 기본적인 볼로 트레이너가 가장 처음 접하는 볼 아이템이다.
- 수퍼볼

몬스터볼보다 잡힐 확률이 3배 높은 볼이다.
- 하이퍼볼

몬스터볼보다 잡힐 확률이 5배 높은 볼이다.
- 마스터볼

전설의 포켓몬, 환상의 포켓몬 상관 없이 무조건 다 잡히게 되는 볼이다. 포켓몬 세계에서는 유명한 학자가 수여 받는다.
- 파크볼

이벤트로 생긴 볼 마스터볼과 같은 성능을 가지고 있다.
- GS볼

애니 포켓몬스터 무인편에 나온 볼이다.
- 프리미어볼

상점(프렌들리숍)에서 볼 10개를 사면 주지만 몬스터볼과 성능은 같다.
- 럭셔리볼

잡은 포켓몬의 친밀도가 더 잘 오른다.
- 러브러브볼

잡으려는 포켓몬이 내보낸 포켓몬과 성별이 다르면 잡힐 확률이 높아진다.
- 다크볼

어두운 곳(동굴 등)에서 잡을 확률이 높아진다.
- 루어볼

낚싯대로 낚아올린 포켓몬을 잡을 확률이 높아진다.
- 스피드볼

잡으려는 포켓몬의 스피드 종족값이 높을수록 확률이 높아진다.
- 퀵볼

시작하자마자 포켓몬을 잡으면 포획률이 5배가 된다.
- 타이마볼

턴 수가 많을수록 잡을 확률이 높아진다.
- 다이브볼

물에 살고있는 포켓몬이라면 잡힐 확률이 높아진다.
- 넷트볼

물, 벌레 타입 포켓몬을 잡을 확률이 올라간다.
- 힐볼

몬스터볼과 포획률이 같으며, 잡은 포켓몬의 HP가 치유된다.
- 네스트볼

약한 포켓몬일수록 잡을 확률이 늘어난다.
- 리피드볼

잡았던 포켓몬을 잡을 확률이 올라간다.
- 헤비볼

무거운 포켓몬이 잘 잡히게 되는 볼이다.
- 페더볼

포물선을 그리지 않고 일자로 날아가는 볼이다.
- 오리진볼

마스터볼처럼 무엇이든 잡을수 있다.
- 비셔스볼

잡으면 잡힌 포켓몬이 사악해진다.
- 울트라 볼

울트라비스트 전용 볼로 울트라비스트에겐 포획률이 2배이다.(하지만 그외 포켓몬은 0.5배)